# Nightrain
"Nightrain" é um single da banda de hard rock norte americana Guns N' Roses. Considerada uma das músicas preferidas entre os fãs, foi lançada em 1987 no álbum de estreia da banda, Appetite for Destruction. Ela alcançou a 93ª posição na Billboard charts, que elege as músicas mais populares do Estados Unidos semanalmente. A canção é uma homenagem a uma marca famosa de vinho californiano, Night Train Express, que era bastante consumida pelos membros da banda, principalmente por causa de seu baixo custo e pela alta quantidade de álcool em seu conteúdo.
A música foi classificada na 8ª colocação do Guitar World na lista de "Top 10 músicas sobre bebidas."

## Composição
A música surgiu originalmente quando Slash e Izzy Stradlin escreveram o riff principal, entretanto, ambos não conseguiram terminar de compor a letra, pois Slash acabou adoecendo no dia seguinte. A canção ficou incompleta até que, certa noite, a banda estava andando pela Palm Avenue dividindo uma garrafa de Night Train. Alguém gritou: "Eu estou no trem noturno!", e logo em seguida, Axl Rose começou a improvisar frases como "Bottoms up!", "Enche meu copo!", etc. Depois desta inspiração inicial, a banda terminou a canção em um dia.
Segundo Slash, "A música não fala sobre drogas e sim sobre um drink rápido "Tomar e pegar". Esta música apresenta uma característica muito marcante, Axl apresenta uma voz muito agressiva, ao contrário do resto das faixas deste CD, o que impressionou o baterista do Metallica, Lars Ulrich, ficando chocado ao ouvir a música. "Eu nunca tinha ouvido ninguém cantar daquele jeito."
A primeira metade do primeiro solo e a intro são tocadas por Izzy Stradlin , enquanto a segunda metade do primeiro solo e o segundo solo são tocados por Slash.

## Créditos
- Axl Rose - vocais
- Slash - guitarras solo e rítmica
- Izzy Stradlin - guitarras rítmica e solo, backing vocals
- Duff McKagan - baixo, backing vocals
- Steven Adler - bateria

## Posição nas paradas musicais
| Parada (1989)                              | Melhor posição |
| ------------------------------------------ | -------------- |
| Austrália (ARIA)                           | 61             |
| Bélgica (Ultratop 50 de Flandres)          | 39             |
| Europa (Eurochart Hot 100)                 | 43             |
| Irlanda (IRMA)                             | 2              |
| Nova Zelândia (Recorded Music NZ)          | 21             |
| Reino Unido (UK Singles Chart)             | 17             |
| Estados Unidos (Billboard Hot 100)         | 93             |
| Estados Unidos (Billboard Mainstream Rock) | 26             |